# Yıldırım Akbulut
Yıldırım Akbulut (Erzincan, 2 september 1935 – Ankara, 14 april 2021) was van 1989 tot 1991 de premier van Turkije.

## Levensloop
Akbulut werd op 2 september 1935 in Erzincan geboren. Zijn vader was een postbode, waardoor het gezin vaak verhuisde. Hij ging in Eskişehir naar de basisschool, terwijl hij zijn middelbare school in Samsun en in Erzincan volgde. Na het afronden van de middelbare school studeerde Akbulut Rechtsgeleerdheid aan de Universiteit van Istanbul. Na zijn afstuderen werkte hij als advocaat.
Later ging Akbulut de politiek in. Hij werd gekozen in het parlement van de provincie Erzincan. Hij was minister van Binnenlandse Zaken in het kabinet van Turgut Özal.
Na de overwinning van Turgut Özal werd hij verkozen tot voorzitter van de Grote Nationale Vergadering van Turkije. Van 9 november 1989 tot 23 juni 1991 was Akbulut de premier van Turkije.
Op 20 mei 1999 werd Akbulut voor de tweede keer verkozen tot voorzitter van de Grote Nationale Assemblee. Deze functie vervulde hij tot 30 september 2000.

## Persoonlijk
Akbulut was gehuwd met Saime Akbulut en vader van 3 kinderen. 
İsmet İnönü · Ali Fethi Okyar · Celal Bayar · Refik Saydam · Şükrü Saracoğlu · Recep Peker · Hasan Saka · Şemsettin Günaltay · Adnan Menderes · Cemal Gürsel · Suat Hayri Ürgüplü · Süleyman Demirel · Nihat Erim · Ferit Melen · Naim Talu · Bülent Ecevit · Sadi Irmak · Bülent Ulusu · Turgut Özal · Yıldırım Akbulut · Mesut Yılmaz · Tansu Çiller · Necmettin Erbakan · Abdullah Gül · Recep Tayyip Erdoğan · Ahmet Davutoğlu · Binali Yıldırım